# Filaggrin
A filaggrin (filament aggregating protein) egy rostokkal összefüggő protein, mely az epiteriális sejtekben kapcsolódik a keratin rostokhoz. Az epidermális sejtek ideiglenes differenciálódása közben egy nagy profilaggrin egységből 10–12 filaggrin egység jön létre Az embernél a profilaggrin létrejöttéért a Humán 1-es kromoszóma q21 epidermikus differenciálási központjának SFTP családjába tartozó FLG gén a felelős.

## Profilaggrin
A filaggrin monomerek egy nagy, tandemszerűen elrendezett csoportokban állnak össze, melyből létrejön a 350kDa protein prekurzor, más néven a profilaggrin. Az epidermiszben ezek a keratohialin szemcsékben, a stratum granulosum sejtjeiben vannak benn. A profilaggrin proteázos folyamaton megy keresztül, hogy kalcium-függő enzimek közbeiktatásával lezajló, a stratum granulosum és a stratum corneum közötti átmenet alatt a különálló filaggrin monomerek egyesülhessenek.

## Struktúra
A filaggrinnak magas a pH-értéke, mIvel elsődleges struktúrájában magas a hisztidin aránya. Emellett viszonylag kis számban tartalmaz kénes aminosavakat, metionint és ciszteint.

## Működése
A filaggrin jelentős szerepet játszik az epidermikius homeosztázis szabályozásában. A stratum corneumon belül a filaggrin monomereket lehet beágyazni a lipid burokba, mely a bőr védelmi funkciójáért felelős. Másképp, ezek a proteinek képesek kapcsolatba lépni az inztermedier filamentumok fehérjéivel. A filaggrin tovább alakul a felső stratum corneumban, ahol olyan szabad aminosavak alakulnak ki, melyek segítenek a víz megtartásában.

## Klinikai jelentősége
Azok az egyének, akiknél a gén csonolódásos mutáción megy keresztül, nagy valószínűséggel küzdenek kiszáradó bőrrel, gyakori náluk az ichthyosis vulgaris vagy az ekcéma.
kimutatták, hogy a súlyos ekcémában szenvedők majdnem 50%-ánál legalább az egyik, a filaggrinért felelős gén mutálódott. Az R501X és 2284del4 nincsenek meg a nem-kaukázusi egyéneknél, bár újabb, hasonló eredményt produkáló géneket (3321delA és S2554X) megtaláltak a japán populációban. A kaukázusi rasszhoz tartozó lakosok körében a leggyakoribb csonkított mutáció az R501X .és a 2284del4, melyek legalább egyike a fentebb említett csoport 7–10%-ánál jelen van.